# Jüdischer Friedhof (Halle)

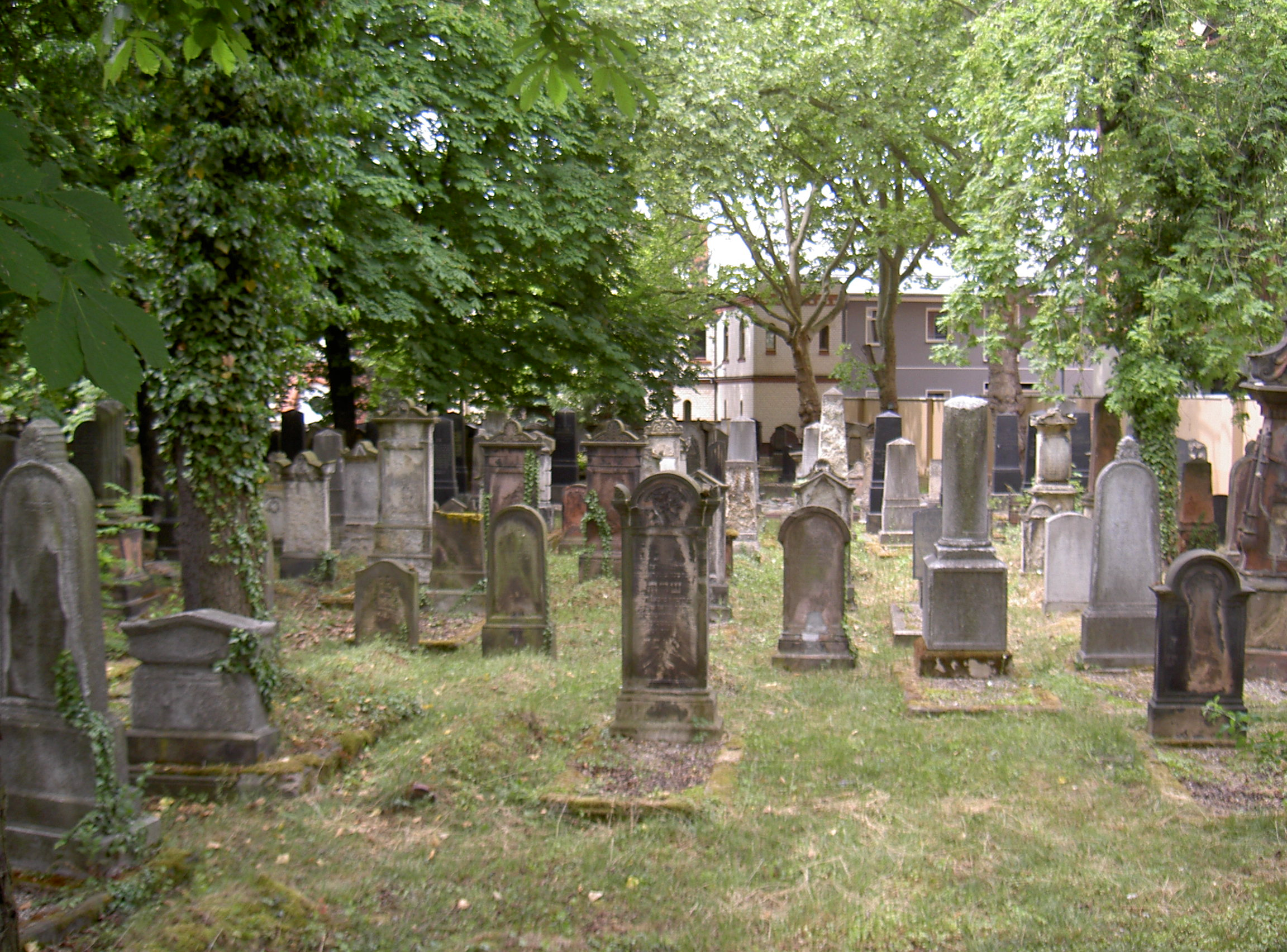
Jüdischer Friedhof in Halle (Saale) an der Humboldtstraße

Der jüdische Friedhof in Halle (Saale) befindet sich an der Humboldtstraße und wurde 1869 eingeweiht. Er war Ersatz für den 1693 am Töpferplan in der Nähe zum Stadtgottesacker angelegten ersten Friedhof der jüdischen Gemeinde nach ihrer Neugründung in Halle im 17. Jahrhundert. Der neue Friedhof umfasst ein Areal von nur knapp einem Hektar, auf dem mehrere hundert Grabmäler stehen. Beerdigungen fanden bis 1929 statt, in Familiengräbern noch bis 1940. Mitglieder der jüdischen Gemeinde werden seitdem auf dem Neuen Jüdischen Friedhof, einem abgetrennten Areal des Gertraudenfriedhofes, beigesetzt.
Die jüdische Gemeinde Halle nutzt die 1894 errichtete Trauerhalle seit 1945 als Synagoge, da die innerstädtische Synagoge nach den Zerstörungen der NS-Zeit und der späteren Umnutzung des Geländes nicht mehr wiedererrichtet werden konnte.
Während des Anschlags auf die Synagoge Halle am 9. Oktober 2019 wurden auf den nebenan gelegenen Jüdischen Friedhof Brandsätze geworfen.